# Seliște (okręg Arad)
Seliște – wieś w Rumunii, w okręgu Arad, w gminie Petriș. W 2011 roku liczyła 121 mieszkańców. 